# アーニー・シェーバース
アーニー・シェーバース（Earnie Shavers、1944年8月31日 - 2022年9月1日）は、アメリカ合衆国の元プロボクサー、牧師。アラバマ州ガーランド出身。現役時代のニックネームは「ザ・ブラック・デストロイヤー」（漆黒の破壊者）、あるいはモハメド・アリが命名した「ジ・エイコーン」（ドングリ）。また、ボクシング・メディアやファンからは敬愛を込めて「パンチャー・オブ・ザ・センチュリー」（世紀のパンチャー）と呼ばれる。
多くのボクシング関係者やファンから「ボクシング史上最高のハードパンチャーの1人」「ヘビー級史上最高のハードパンチャー」と称される。シェーバースと対戦したモハメド・アリやラリー・ホームズ等は、キャリアを通して最もパンチが強かった相手としてシェーバースを挙げており、同じくハードパンチャーとして知られるジョージ・フォアマンは「現役中にシェーバースと戦わなかったのは幸いだった」と語っている。ボクシング月刊専門誌『リングマガジン』は2022年6月号の「過去100年間で最強のパンチャー100人」でシェーバースを6位に選出している。世界王座戴冠には届かなかったが、ケン・ノートンやジミー・エリスといった歴代世界ヘビー級王者から勝利を収め、アリやホームズを苦しめるなどヘビー級のトップ戦線で活躍した。

## 来歴

### アマチュア時代
22歳という遅咲きでボクシングを始めたが直ぐに才能を開花させ、1968年のクリーブランド・ゴールデングローブ（ヘビー級）で優勝し、1969年のAAU全米選手権（ヘビー級）でも優勝するなど活躍した。アマチュア時代の戦績は20勝6敗。

### プロ時代
1965年11月6日、プロデビュー。
1971年9月28日、パット・ダンカンを5回KOで破り、ネバダ州王座獲得に成功した。
1973年6月18日、ニューヨークのマディソン・スクエア・ガーデンで元WBA世界ヘビー級王者ジミー・エリスと対戦し、1回2分39秒KO勝ちを収めた。
1977年9月29日、ニューヨークのマディソン・スクエア・ガーデンでキャリア晩年に差し掛かっていたWBA・WBC世界ヘビー級統一王者モハメド・アリに挑戦。フルラウンドに渡り強打でアリを苦しめるも、15回0-3の判定負けを喫し王座獲得に失敗した。
1979年3月23日、ネバダ州ラスベガスのウエストゲート・ラスベガスで元WBC世界ヘビー級王者ケン・ノートンと対戦し、1回1分58秒KO勝ちを収め王者ラリー・ホームズへの挑戦権を獲得した。
1979年9月28日、ネバダ州ラスベガスのシーザーズ・パレスでWBC世界ヘビー級王者ラリー・ホームズに挑戦。7回に強烈な右オーバーハンドでホームズからダウンを奪うも、すぐに立て直され、11回2分TKO負けを喫し王座獲得に失敗した。
現役中に網膜剥離を患い、1995年に引退を発表。通算成績76勝（70KO）14敗1分でキャリアを終えた。引退後はキリスト教の牧師として活動し、慈善活動や講演などを積極的に行った。

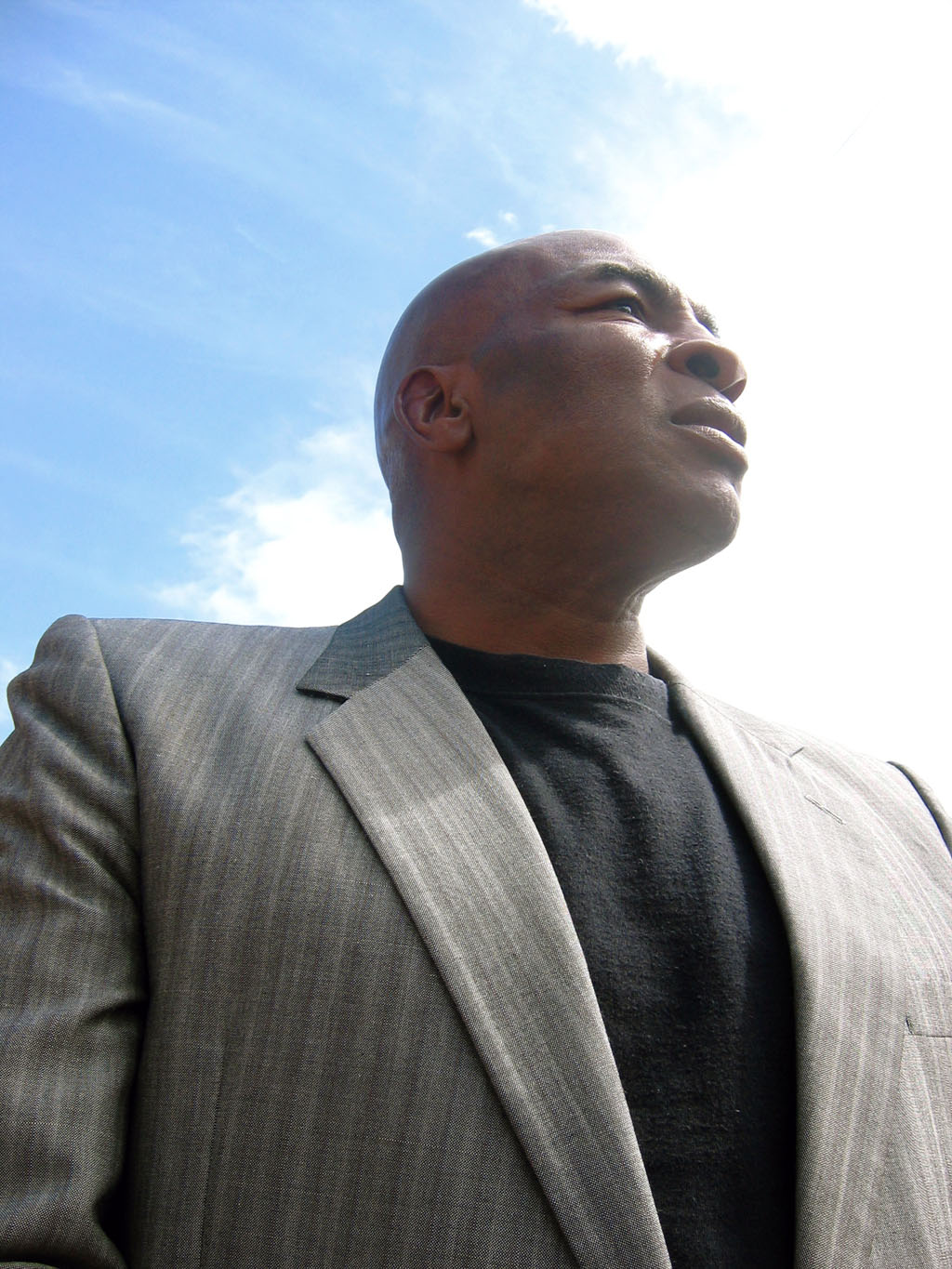
2005年のシェーバース

78歳の誕生日を迎えた翌日の2022年9月1日、バージニア州の娘の自宅で病気のため死去。詳しい死因は家族の意向により明らかにされていない。

## 私生活
シェーバースは生涯に1度結婚し、妻を含む2人の女性との間に1人の息子と9人の娘をもうけた。また、死去する前には24人の孫と1人のひ孫がいた。

## 戦績
- プロボクシング：91戦 76勝 (70KO) 14敗 1分

## 獲得タイトル
- ネバダ州ヘビー級王座
- クリーブランド・ゴールデングローブ ヘビー級 優勝
- AAU全米選手権 ヘビー級 優勝